# Charles Paul Sigismond de Montmorency-Luxembourg
Pour les autres membres de la famille, voir Maison de Montmorency.
Charles Paul Sigismond de Montmorency-Luxembourg (né le 20 février 1697, mort le 28 février 1769), est duc de Châtillon et par commutation en 1736 duc de Bouteville, marquis de Royan, comte de Hallot et d'Olonne, gouverneur du Maine, du Perche et du comté de Laval, lieutenant général des armées (1744). 

## Biographie
Il est le fils de Paul Sigismond de Montmorency-Luxembourg (1664-1731) et de Marie-Anne de La Tremoille (1676-1708)
En 1713, il prend part à la Guerre de Succession d'Espagne. Il se trouve au siège de Landau et au siège de Fribourg. Nommé en 1716 colonel d'un régiment d'infanterie (portant son nom : d'Olonne), il le commande, pendant la Guerre de la Quadruple-Alliance cette fois, au siège de Fontarrabie, au siège de Castelléon, au siège de Saint-Sébastien, au siège de d'Urgés, au siège de Roses, en 1719. 
Colonel du régiment de Normandie le 28 octobre 1721, il le commande pendant la guerre de Succession de Pologne, au siège de Kehl en 1733. Brigadier des armées le 20 février 1734, il monte plusieurs tranchées au siège de Philippsburg. Nommé maréchal de camp le 1er mars 1738, pendant la guerre de Succession d'Autriche, il marche avec l'armée de Bavière sur les frontières de la Bohême. Il rentre en France en juillet 1743 et fini la campagne en Haute-Alsace. 
À l'armée du Rhin, en 1744, il concourt à la prise de Wissembourg, participe au combat de Haguenau le 23 août, passe le Rhin le 28 et sert au siège de Fribourg. Il se trouve au siège de Namur et combat à la bataille de Rocourt, en 1746 et à la bataille de Lauffeld, en 1747.

## Ascendance
Hugues Capet → Robert II de France → Henri Ier de France → Philippe Ier de France → Louis VI de France → Robert Ier de Dreux → Alix de Dreux → Gertrude de Nesle-Soissons → Bouchard VI de Montmorency → Mathieu III de Montmorency → Mathieu IV de Montmorency → Jean Ier de Montmorency → Charles Ier de Montmorency → Jacques de Montmorency → Jean II de Montmorency → Louis de Montmorency-Fosseux → Rolland de Montmorency-Fosseux → Claude de Montmorency-Fosseux → François Ier de Montmorency-Hallot → Louis de Montmorency-Bouteville → François de Montmorency-Bouteville → François-Henri de Montmorency-Bouteville → Paul Sigismond de Montmorency-Luxembourg → Charles Paul Sigismond de Montmorency-Luxembourg

## Mariages et descendance
Le 3 juillet 1713, Charles épouse Anne Catherine Eléonore Le Tellier de Barbezieux (2 mai 1694 - 21 octobre 1716).
Le 19 avril 1717 à Paris, il épouse en secondes noces Anne Angélique de Harlus de Vertilly (2 mai 1700 - 28 février 1769). De ce mariage sont nés :
- Charles Anne Sigismond de Montmorency-Luxembourg (31 août 1721 - 21 juillet 1777)
- Louis Victoire de Montmorency-Luxembourg (6 février 1724 - 20 mai 1725)
- Marie Renée de Montmorency-Luxembourg (18 juin 1726 - ?)

## Sources
- L'art de vérifier les dates des faits historiques, des chartes, des chroniques ...- de David Bailie Warden, Saint-Allais (Nicolas Viton), Maur François Dantine, Charles Clémencet, Ursin Durand, François Clément - 1818